# کوئینتیلیس
در گاه‌شماری باستانی روم، کوئینتیلیس یا کوئینکتیلیس عبارت است از ماهی که پس از جونیوس (ژوئن) آغاز می‌شود و پس از آن ماه سکستیلیس (اوت) قرار دارد. کوئینتیلیس عبارت لاتین برای «پنجم» است و چون این ماه، پنجمین ماه بود به لاتین به آن quintilis mensis (بخوانید: کوئینتیلیس مِنسیس) گفته می‌شد.
این گاهشماری در مجموع ۱۰ ماه داشت و ماه نخست آن مارتیوس یا مارس بود؛ برگرفته از نام مارس در افسانه‌ها. بعدها گاهشماری دگرگون شد و ۱۲ ماهه شد در نتیجه کوئینتیلیس تبدیل به ماه هفتم سال شد اما نام آن دیگر تغییر نکرد. در سال ۴۵ پیش از میلاد، ژولیوس سزار ترتیب داد که یک گاه شماری تازه (گاه‌شماری ژولینی) اجرا شود و ناهماهنگی‌های ستاره‌شناسی گاهشماری پیشین برطرف شود. پس از مرگ او در سال ۴۴ پیش از میلاد، نام کوئینتیلیس که ماه تولد او بود به ژولیوس و بعدها به ژوئیه یا ژوئیه تغییر یافت.